# Estação Tetlán
A Estação Tetlán é uma das estações do VLT de Guadalajara, situada em Guadalajara, seguida da Estação La Aurora. Administrada pelo Sistema de Tren Eléctrico Urbano (SITEUR), É uma das estações terminais da Linha 2.
Foi inaugurada em 1º de julho de 1994. Localiza-se no cruzamento da Avenida Gigantes com a Rua Guinea. Atende o bairro Tetlán.